# Anatol Fejgin
Anatol Fejgin est un responsable communiste polonais du ministère de la Sécurité publique (MBP) polonais.
Né le 25 septembre 1909 à Varsovie et mort dans cette même ville le 28 juillet 2002, il symbolise lors de l'Octobre polonais de 1956, un symbole de la « terreur » communiste dans la Pologne d'après-guerre avec plusieurs autres, comme Józef Różański et Jakub Berman.